# 24 uur van Le Mans 2002

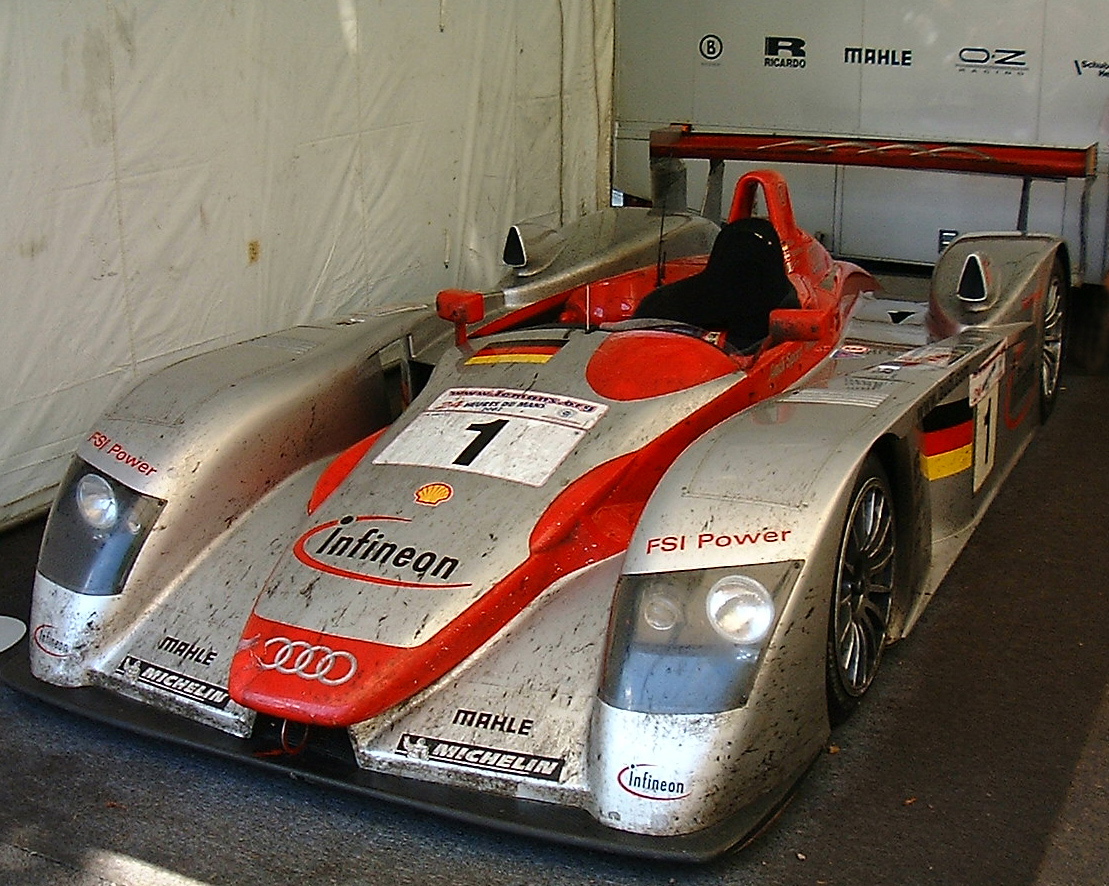
De winnende auto: de Audi R8 #1.

De 24 uur van Le Mans 2002 was de 70e editie van deze endurancerace. De race werd verreden op 15 en 16 juni 2002 op het Circuit de la Sarthe nabij Le Mans, Frankrijk.
De race werd gewonnen door de Audi Sport Team Joest #1 van Frank Biela, Tom Kristensen en Emanuele Pirro. Het trio won de voorgaande twee edities ook al en zij werden hiermee het eerste team dat de race drie jaar op een rij won. Voor Biela en Pirro was het hun derde overwinning, terwijl Kristensen zijn vierde Le Mans-zege behaalde. De LMGTP-klasse werd gewonnen door de Team Bentley #8 van Andy Wallace, Eric van de Poele en Butch Leitzinger. De LMP675-klasse werd gewonnen door de Noël del Bello #29 van Jean-Denis Delétraz, Christophe Pillon en Walter Lechner jr. De LMGTS-klasse werd gewonnen door de Corvette Racing #63 van Ron Fellows, Johnny O'Connell en Oliver Gavin. De LMGT-klasse werd gewonnen door de The Racer's Group #81 van Kevin Buckler, Lucas Luhr en Timo Bernhard.

## Race
Winnaars in hun klasse zijn vetgedrukt.
| Pos. | Klasse | No. | Team                       | Coureurs                                                   | Chassis                          | Banden | Ronden |
| Pos. | Klasse | No. | Team                       | Coureurs                                                   | Motor                            | Banden | Ronden |
| ---- | ------ | --- | -------------------------- | ---------------------------------------------------------- | -------------------------------- | ------ | ------ |
| 1    | LMP900 | 1   | Audi Sport Team Joest      | Frank Biela Tom Kristensen Emanuele Pirro                  | Audi R8                          | M      | 375    |
| 1    | LMP900 | 1   | Audi Sport Team Joest      | Frank Biela Tom Kristensen Emanuele Pirro                  | Audi 3.6L Turbo V8               | M      | 375    |
| 2    | LMP900 | 2   | Audi Sport North America   | Johnny Herbert Christian Pescatori Rinaldo Capello         | Audi R8                          | M      | 374    |
| 2    | LMP900 | 2   | Audi Sport North America   | Johnny Herbert Christian Pescatori Rinaldo Capello         | Audi 3.6L Turbo V8               | M      | 374    |
| 3    | LMP900 | 3   | Audi Sport Team Joest      | Marco Werner Michael Krumm Philipp Peter                   | Audi R8                          | M      | 372    |
| 3    | LMP900 | 3   | Audi Sport Team Joest      | Marco Werner Michael Krumm Philipp Peter                   | Audi 3.6L Turbo V8               | M      | 372    |
| 4    | LMGTP  | 8   | Team Bentley               | Andy Wallace Eric van de Poele Butch Leitzinger            | Bentley EXP Speed 8              | D      | 362    |
| 4    | LMGTP  | 8   | Team Bentley               | Andy Wallace Eric van de Poele Butch Leitzinger            | Bentley 4.0L Turbo V8            | D      | 362    |
| 5    | LMP900 | 15  | PlayStation Team Oreca     | Olivier Beretta Érik Comas Pedro Lamy                      | Dallara SP1                      | M      | 359    |
| 5    | LMP900 | 15  | PlayStation Team Oreca     | Olivier Beretta Érik Comas Pedro Lamy                      | Judd GV4 4.0L V10                | M      | 359    |
| 6    | LMP900 | 14  | PlayStation Team Oreca     | Stéphane Sarrazin Franck Montagny Nicolas Minassian        | Dallara SP1                      | M      | 359    |
| 6    | LMP900 | 14  | PlayStation Team Oreca     | Stéphane Sarrazin Franck Montagny Nicolas Minassian        | Judd GV4 4.0L V10                | M      | 359    |
| 7    | LMP900 | 5   | Audi Sport Japan Team Goh  | Hiroki Katoh Yannick Dalmas Seiji Ara                      | Audi R8                          | M      | 358    |
| 7    | LMP900 | 5   | Audi Sport Japan Team Goh  | Hiroki Katoh Yannick Dalmas Seiji Ara                      | Audi 3.6L Turbo V8               | M      | 358    |
| 8    | LMP900 | 16  | Racing for Holland         | Jan Lammers Tom Coronel Val Hillebrand                     | Dome S101                        | M      | 351    |
| 8    | LMP900 | 16  | Racing for Holland         | Jan Lammers Tom Coronel Val Hillebrand                     | Judd GV4 4.0L V10                | M      | 351    |
| 9    | LMP900 | 6   | Team Cadillac              | Wayne Taylor Max Angelelli Christophe Tinseau              | Cadillac Northstar LMP02         | M      | 345    |
| 9    | LMP900 | 6   | Team Cadillac              | Wayne Taylor Max Angelelli Christophe Tinseau              | Cadillac Northstar 4.0L Turbo V8 | M      | 345    |
| 10   | LMP900 | 17  | Pescarolo Sport            | Sébastien Bourdais Jean-Christophe Boullion Franck Lagorce | Courage C60                      | M      | 343    |
| 10   | LMP900 | 17  | Pescarolo Sport            | Sébastien Bourdais Jean-Christophe Boullion Franck Lagorce | Peugeot A32 3.2L Turbo V6        | M      | 343    |
| 11   | LMGTS  | 63  | Corvette Racing            | Ron Fellows Johnny O'Connell Oliver Gavin                  | Chevrolet Corvette C5-R          | G      | 335    |
| 11   | LMGTS  | 63  | Corvette Racing            | Ron Fellows Johnny O'Connell Oliver Gavin                  | Chevrolet LS7R 7.0L V8           | G      | 335    |
| 12   | LMP900 | 7   | Team Cadillac              | Éric Bernard Emmanuel Collard JJ Lehto                     | Cadillac Northstar LMP02         | M      | 334    |
| 12   | LMP900 | 7   | Team Cadillac              | Éric Bernard Emmanuel Collard JJ Lehto                     | Cadillac Northstar 4.0L Turbo V8 | M      | 334    |
| 13   | LMGTS  | 64  | Corvette Racing            | Andy Pilgrim Kelly Collins Franck Fréon                    | Chevrolet Corvette C5-R          | G      | 331    |
| 13   | LMGTS  | 64  | Corvette Racing            | Andy Pilgrim Kelly Collins Franck Fréon                    | Chevrolet LS7R 7.0L V8           | G      | 331    |
| 14   | LMGTS  | 52  | Equipe de France FFSA      | Jonathan Cochet Benoît Tréluyer Jean-Philippe Belloc       | Chrysler Viper GTS-R             | M      | 326    |
| 14   | LMGTS  | 52  | Equipe de France FFSA      | Jonathan Cochet Benoît Tréluyer Jean-Philippe Belloc       | Chrysler 8.0L V10                | M      | 326    |
| 15   | LMP900 | 13  | Courage Compétition        | Didier Cottaz Boris Derichebourg Thed Björk                | Courage C60                      | M      | 322    |
| 15   | LMP900 | 13  | Courage Compétition        | Didier Cottaz Boris Derichebourg Thed Björk                | Judd GV4 4.0L V10                | M      | 322    |
| 16   | LMGT   | 81  | The Racer's Group          | Kevin Buckler Lucas Luhr Timo Bernhard                     | Porsche 911 GT3-RS               | M      | 322    |
| 16   | LMGT   | 81  | The Racer's Group          | Kevin Buckler Lucas Luhr Timo Bernhard                     | Porsche 3.6L Flat-6              | M      | 322    |
| 17   | LMGT   | 80  | Freisinger Motorsport      | Romain Dumas Sascha Maassen Jörg Bergmeister               | Porsche 911 GT3-RS               | D      | 321    |
| 17   | LMGT   | 80  | Freisinger Motorsport      | Romain Dumas Sascha Maassen Jörg Bergmeister               | Porsche 3.6L Flat-6              | D      | 321    |
| 18   | LMGTS  | 50  | Larbre Compétition-Chereau | Christophe Bouchut Patrice Goueslard Vincent Vosse         | Chrysler Viper GTS-R             | M      | 319    |
| 18   | LMGTS  | 50  | Larbre Compétition-Chereau | Christophe Bouchut Patrice Goueslard Vincent Vosse         | Chrysler 8.0L V10                | M      | 319    |
| 19   | LMP675 | 29  | Noël del Bello             | Jean-Denis Delétraz Christophe Pillon Walter Lechner jr.   | Reynard 2KQ-LM                   | M      | 317    |
| 19   | LMP675 | 29  | Noël del Bello             | Jean-Denis Delétraz Christophe Pillon Walter Lechner jr.   | Volkswagen HPT16 2.0L I4         | M      | 317    |
| 20   | LMP675 | 25  | Gérard Welter              | Jean-René de Fournoux Stéphane Daoudi Jean-Bernard Bouvet  | WR LM2001                        | M      | 317    |
| 20   | LMP675 | 25  | Gérard Welter              | Jean-René de Fournoux Stéphane Daoudi Jean-Bernard Bouvet  | Peugeot 2.0L Turbo I4            | M      | 317    |
| 21   | LMGT   | 77  | Team Taisan Advan          | Atsushi Yogo Akira Iida Kazuyuki Nishizawa                 | Porsche 911 GT3-RS               | Y      | 316    |
| 21   | LMGT   | 77  | Team Taisan Advan          | Atsushi Yogo Akira Iida Kazuyuki Nishizawa                 | Porsche 3.6L Flat-6              | Y      | 316    |
| 22   | LMGT   | 82  | Seikel Motorsport          | Gabrio Rosa Luca Drudi Luca Riccitelli                     | Porsche 911 GT3-RS               | Y      | 315    |
| 22   | LMGT   | 82  | Seikel Motorsport          | Gabrio Rosa Luca Drudi Luca Riccitelli                     | Porsche 3.6L Flat-6              | Y      | 315    |
| 23   | LMGTS  | 68  | RML                        | Pedro Matos Chaves Miguel Ramos Gavin Pickering            | Saleen S7-R                      | D      | 312    |
| 23   | LMGTS  | 68  | RML                        | Pedro Matos Chaves Miguel Ramos Gavin Pickering            | Ford 6.9L V8                     | D      | 312    |
| 24   | LMGT   | 72  | Luc Alphand Adventures     | Luc Alphand Christian Lavieille Olivier Thévenin           | Porsche 911 GT3-RS               | D      | 299    |
| 24   | LMGT   | 72  | Luc Alphand Adventures     | Luc Alphand Christian Lavieille Olivier Thévenin           | Porsche 3.6L Flat-6              | D      | 299    |
| 25   | LMGTS  | 51  | Larbre Compétition-Chereau | Jean-Luc Chéreau Carl Rosenblad Jean-Claude Lagniez        | Chrysler Viper GTS-R             | M      | 278    |
| 25   | LMGTS  | 51  | Larbre Compétition-Chereau | Jean-Luc Chéreau Carl Rosenblad Jean-Claude Lagniez        | Chrysler 8.0L V10                | M      | 278    |
| 26   | LMGTS  | 66  | Konrad Motorsport          | Terry Borcheller Toni Seiler Franz Konrad                  | Saleen S7-R                      | P      | 266    |
| 26   | LMGTS  | 66  | Konrad Motorsport          | Terry Borcheller Toni Seiler Franz Konrad                  | Ford 6.9L V8                     | P      | 266    |
| NC   | LMP900 | 10  | DAMS                       | Philippe Gache Emanuele Clerico Michel Neugarten           | Lola B98/10                      | M      | 150    |
| NC   | LMP900 | 10  | DAMS                       | Philippe Gache Emanuele Clerico Michel Neugarten           | Judd GV4 4.0L V10                | M      | 150    |
| DNF  | LMP900 | 19  | MBD Sportscar Team         | Didier de Radiguès Milka Duno John Graham                  | Panoz LMP07                      | A      | 259    |
| DNF  | LMP900 | 19  | MBD Sportscar Team         | Didier de Radiguès Milka Duno John Graham                  | Mugen MF408S 4.0L V8             | A      | 259    |
| DNF  | LMP900 | 12  | Panoz Motor Sports         | Bill Auberlen David Donohue Gunnar Jeannette               | Panoz LMP01 Evo                  | M      | 230    |
| DNF  | LMP900 | 12  | Panoz Motor Sports         | Bill Auberlen David Donohue Gunnar Jeannette               | Élan 6L8 6.0L V8                 | M      | 230    |
| DNF  | LMP675 | 27  | MG Sport & Racing Ltd.     | Mark Blundell Julian Bailey Kevin McGarrity                | MG-Lola EX257                    | M      | 219    |
| DNF  | LMP675 | 27  | MG Sport & Racing Ltd.     | Mark Blundell Julian Bailey Kevin McGarrity                | MG XP20 2.0L Turbo I4            | M      | 219    |
| DNF  | LMP900 | 4   | Riley & Scott Racing       | Marc Goossens Jim Matthews Didier Theys                    | Riley & Scott Mk III C           | G      | 189    |
| DNF  | LMP900 | 4   | Riley & Scott Racing       | Marc Goossens Jim Matthews Didier Theys                    | Élan 6L8 6.0L V8                 | G      | 189    |
| DNF  | LMP900 | 9   | Kondō Racing               | Masahiko Kondō Ian McKellar jr. François Migault           | Dome S101                        | M      | 182    |
| DNF  | LMP900 | 9   | Kondō Racing               | Masahiko Kondō Ian McKellar jr. François Migault           | Judd GV4 4.0L V10                | M      | 182    |
| DNF  | LMGT   | 73  | DeWalt-Racesport Salisbury | Richard Stanton Steve Hyde Richard Hayes                   | Morgan Aero 8                    | D      | 181    |
| DNF  | LMGT   | 73  | DeWalt-Racesport Salisbury | Richard Stanton Steve Hyde Richard Hayes                   | BMW 4.0L V8                      | D      | 181    |
| DNF  | LMGTS  | 58  | Prodrive                   | Rickard Rydell Alain Menu Tomáš Enge                       | Ferrari 550-GTS Maranello        | M      | 167    |
| DNF  | LMGTS  | 58  | Prodrive                   | Rickard Rydell Alain Menu Tomáš Enge                       | Ferrari 5.9L V12                 | M      | 167    |
| DNF  | LMGT   | 75  | Orbit                      | Leo Hindery Peter Baron Anthony Kester                     | Porsche 911 GT3-RS               | M      | 165    |
| DNF  | LMGT   | 75  | Orbit                      | Leo Hindery Peter Baron Anthony Kester                     | Porsche 3.6L Flat-6              | M      | 165    |
| DNF  | LMP900 | 18  | Pescarolo Sport            | Éric Hélary Stéphane Ortelli Ukyo Katayama                 | Courage C60                      | M      | 144    |
| DNF  | LMP900 | 18  | Pescarolo Sport            | Éric Hélary Stéphane Ortelli Ukyo Katayama                 | Peugeot A32 3.2L Turbo V6        | M      | 144    |
| DNF  | LMGT   | 85  | Spyker Automobielen BV     | Peter Kox Norman Simon Hans Hugenholtz jr.                 | Spyker C8 Double-12R             | D      | 142    |
| DNF  | LMGT   | 85  | Spyker Automobielen BV     | Peter Kox Norman Simon Hans Hugenholtz jr.                 | BMW 4.0L V8                      | D      | 142    |
| DNF  | LMP675 | 26  | MG Sport & Racing Ltd.     | Anthony Reid Warren Hughes Jonny Kane                      | MG-Lola EX257                    | M      | 129    |
| DNF  | LMP675 | 26  | MG Sport & Racing Ltd.     | Anthony Reid Warren Hughes Jonny Kane                      | MG XP20 2.0L Turbo I4            | M      | 129    |
| DNF  | LMP675 | 28  | ROC Organisation Course    | Jordi Gené Mark Smithson Peter Owen                        | Reynard 2KQ-LM                   | M      | 126    |
| DNF  | LMP675 | 28  | ROC Organisation Course    | Jordi Gené Mark Smithson Peter Owen                        | Volkswagen HPT16 2.0L I4         | M      | 126    |
| DNF  | LMGT   | 74  | Auto Palace                | Guillaume Gomez Ryo Fukuda Laurent Cazenave                | Ferrari 360 Modena GT            | P      | 119    |
| DNF  | LMGT   | 74  | Auto Palace                | Guillaume Gomez Ryo Fukuda Laurent Cazenave                | Ferrari 3.6L V8                  | P      | 119    |
| DNF  | LMP675 | 30  | Knight Hawk Racing         | Steve Knight Mel Hawkins Duncan Dayton                     | MG-Lola EX257                    | A      | 102    |
| DNF  | LMP675 | 30  | Knight Hawk Racing         | Steve Knight Mel Hawkins Duncan Dayton                     | MG XP20 2.0L Turbo I4            | A      | 102    |
| DNF  | LMP900 | 22  | DAMS                       | Jérôme Policand Marc Duez Perry McCarthy                   | Panoz LMP-1 Roadster-S           | M      | 98     |
| DNF  | LMP900 | 22  | DAMS                       | Jérôme Policand Marc Duez Perry McCarthy                   | Élan 6L8 6.0L V8                 | M      | 98     |
| DNF  | LMGTS  | 53  | Team Carsport Holland      | Mike Hezemans Gabriele Matteuzzi Anthony Kumpen            | Chrysler Viper GTS-R             | P      | 93     |
| DNF  | LMGTS  | 53  | Team Carsport Holland      | Mike Hezemans Gabriele Matteuzzi Anthony Kumpen            | Chrysler 8.0L V10                | P      | 93     |
| DNF  | LMP900 | 11  | Panoz Motor Sports         | David Brabham Jan Magnussen Bryan Herta                    | Panoz LMP01 Evo                  | M      | 90     |
| DNF  | LMP900 | 11  | Panoz Motor Sports         | David Brabham Jan Magnussen Bryan Herta                    | Élan 6L8 6.0L V8                 | M      | 90     |
| DNF  | LMGT   | 71  | JMB Racing                 | Steve Earle Chris MacAllister Gary Schultheis              | Ferrari 360 Modena GT            | P      | 85     |
| DNF  | LMGT   | 71  | JMB Racing                 | Steve Earle Chris MacAllister Gary Schultheis              | Ferrari 3.6L V8                  | P      | 85     |
| DNF  | LMGTS  | 67  | Konrad Motorsport          | Walter Brun Charles Slater Rodney Mall                     | Saleen S7-R                      | P      | 83     |
| DNF  | LMGTS  | 67  | Konrad Motorsport          | Walter Brun Charles Slater Rodney Mall                     | Ford 6.9L V8                     | P      | 83     |
| DNF  | LMGT   | 78  | PK Sport Ltd.              | Robin Liddell David Warnock Piers Masarati                 | Porsche 911 GT3-RS               | P      | 83     |
| DNF  | LMGT   | 78  | PK Sport Ltd.              | Robin Liddell David Warnock Piers Masarati                 | Porsche 3.6L Flat-6              | P      | 83     |
| DNF  | LMP900 | 21  | Team Ascari                | Werner Lupberger Ben Collins T. J. Bell                    | Ascari KZR-1                     | D      | 17     |
| DNF  | LMP900 | 21  | Team Ascari                | Werner Lupberger Ben Collins T. J. Bell                    | Judd GV4 4.0L V10                | D      | 17     |
| DNF  | LMGT   | 70  | JMB Racing                 | Cort Wagner Sam Hancock Martin Short                       | Ferrari 360 Modena GT            | P      | 16     |
| DNF  | LMGT   | 70  | JMB Racing                 | Cort Wagner Sam Hancock Martin Short                       | Ferrari 3.6L V8                  | P      | 16     |
| DNF  | LMP675 | 24  | Autoexe Motorsports        | Yojiro Terada John Fergus Jim Downing                      | Autoexe LMP-02                   | A      | 5      |
| DNF  | LMP675 | 24  | Autoexe Motorsports        | Yojiro Terada John Fergus Jim Downing                      | Mazda R26B 2.6L 4-Rotor          | A      | 5      |

1923 · 1924 · 1925 · 1926 · 1927 · 1928 · 1929 · 1930 · 1931 · 1932 · 1933 · 1934 · 1935 · 1936 · 1937 · 1938 · 1939 · 1940 - 1948 · 1949 · 1950 · 1951 · 1952 · 1953 · 1954 · 1955 (Ramp) · 1956 · 1957 · 1958 · 1959 · 1960 · 1961 · 1962 · 1963 · 1964 · 1965 · 1966 · 1967 · 1968 · 1969 · 1970 · 1971 · 1972 · 1973 · 1974 · 1975 · 1976 · 1977 · 1978 · 1979 · 1980 · 1981 · 1982 · 1983 · 1984 · 1985 · 1986 · 1987 · 1988 · 1989 · 1990 · 1991 · 1992 · 1993 · 1994 · 1995 · 1996 · 1997 · 1998 · 1999 · 2000 · 2001 · 2002 · 2003 · 2004 · 2005 · 2006 · 2007 · 2008 · 2009 · 2010 · 2011 · 2012 · 2013 · 2014 · 2015 · 2016 · 2017 · 2018 · 2019 · 2020 · 2021 · 2022 · 2023 · 2024